# Лубянка (Васильковский район)
Лубянка (укр. Луб’янка) — село, входит в Васильковский район Киевской области Украины.
Население по переписи 2001 года составляло 280 человек. Почтовый индекс — 08637. Телефонный код — 4571. Занимает площадь 0,977 км². Код КОАТУУ — 3221484701.

## Местный совет
08637, Київська обл., Васильківський р-н, с.Луб’янка, вул.Леніна,73